# Muduganur Kaval, Arkalgud
Muduganur Kaval là một làng thuộc tehsil Arkalgud, huyện Hassan, bang Karnataka, Ấn Độ.